# Andesina
La andesina es un mineral del grupo de los silicatos, correspondiente a la serie de las plagioclasas, principalmente encontrada en la roca volcánica andesita, en la cordillera de los Andes, de ahí su nombre, pues es abundante en las lavas de los volcanes de esta cordillera.
La andesina fue descrita por primera vez en 1841 para una ocurrencia en la mina de Marmato, Marmato, departamento de Caldas, Colombia. A comienzos de la década de 2000, piedras preciosas de color rojo y verde empezaron a comercializarse bajo el nombre de 'Andesina'. Después de una cierta controversia, estas piedras preciosas se descubrió posteriormente que habían sido coloreadas artificialmente.

## Características químicas
Es un elemento intermedio en la serie de solución sólida de las plagioclasas, por lo que se compone de un 50 - 70% de albita (NaAlSiO3), y el restante porcentaje de anortita (CaAl2Si2O8).

## Formación y yacimientos
Ampliamente distribuida en rocas ígneas de contenido en sílice intermedio, como son las rocas sienitas o las andesitas. Es un mineral característico de facies metamórfica de tipo granulita a anfibolita, comúnmente conocida como antipertita; puede encontrarse también como granos detríticos en rocas sedimentarias.
Los principales yacimientos están en Sudamérica, asociados a los depósitos ígneos de los Andes.